# Geschäftshaus Mecklenburgstraße Ecke Geschwister-Scholl-Straße

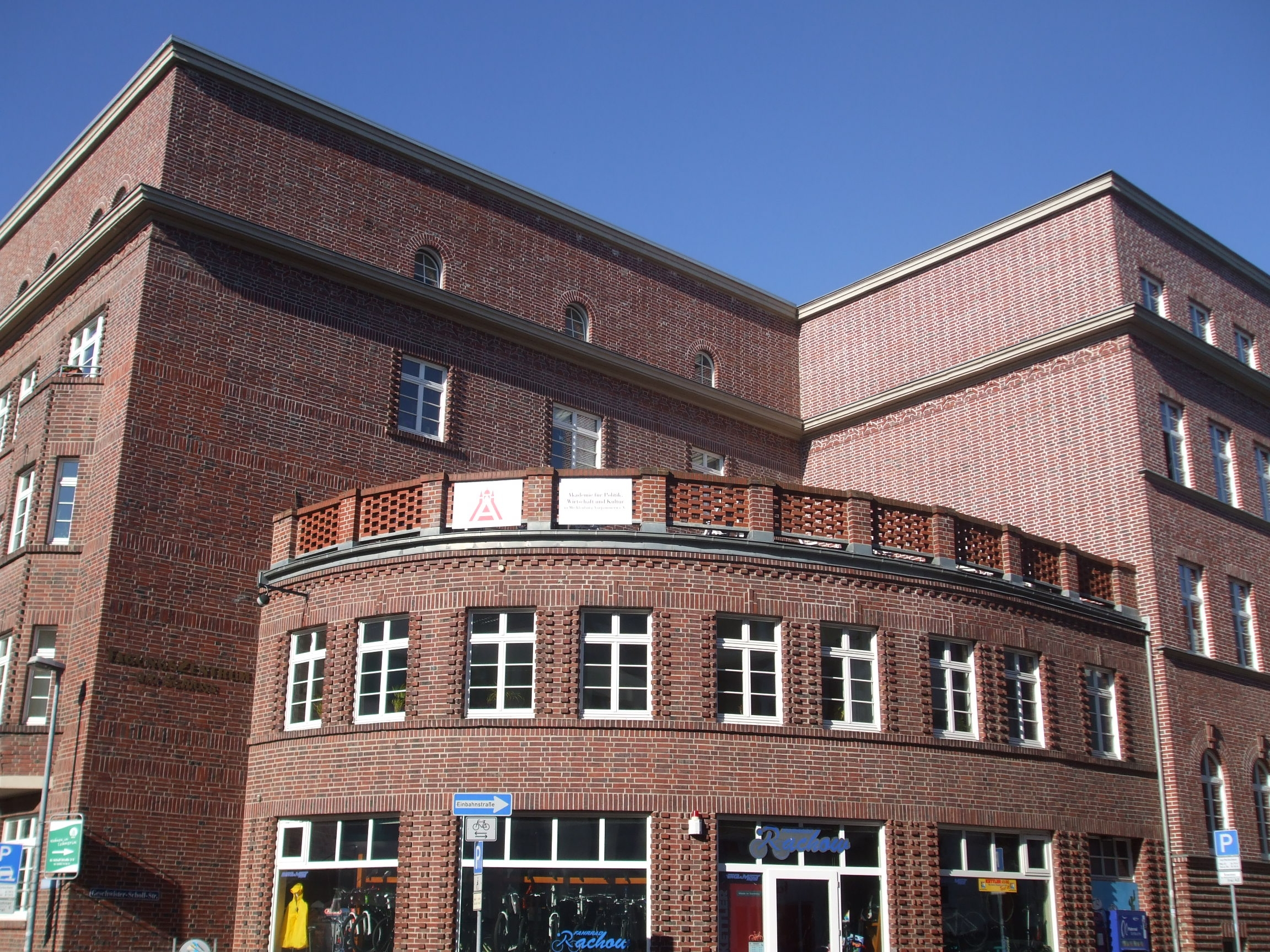
Büro- und Geschäftshaus Mecklenburgstraße (2009)

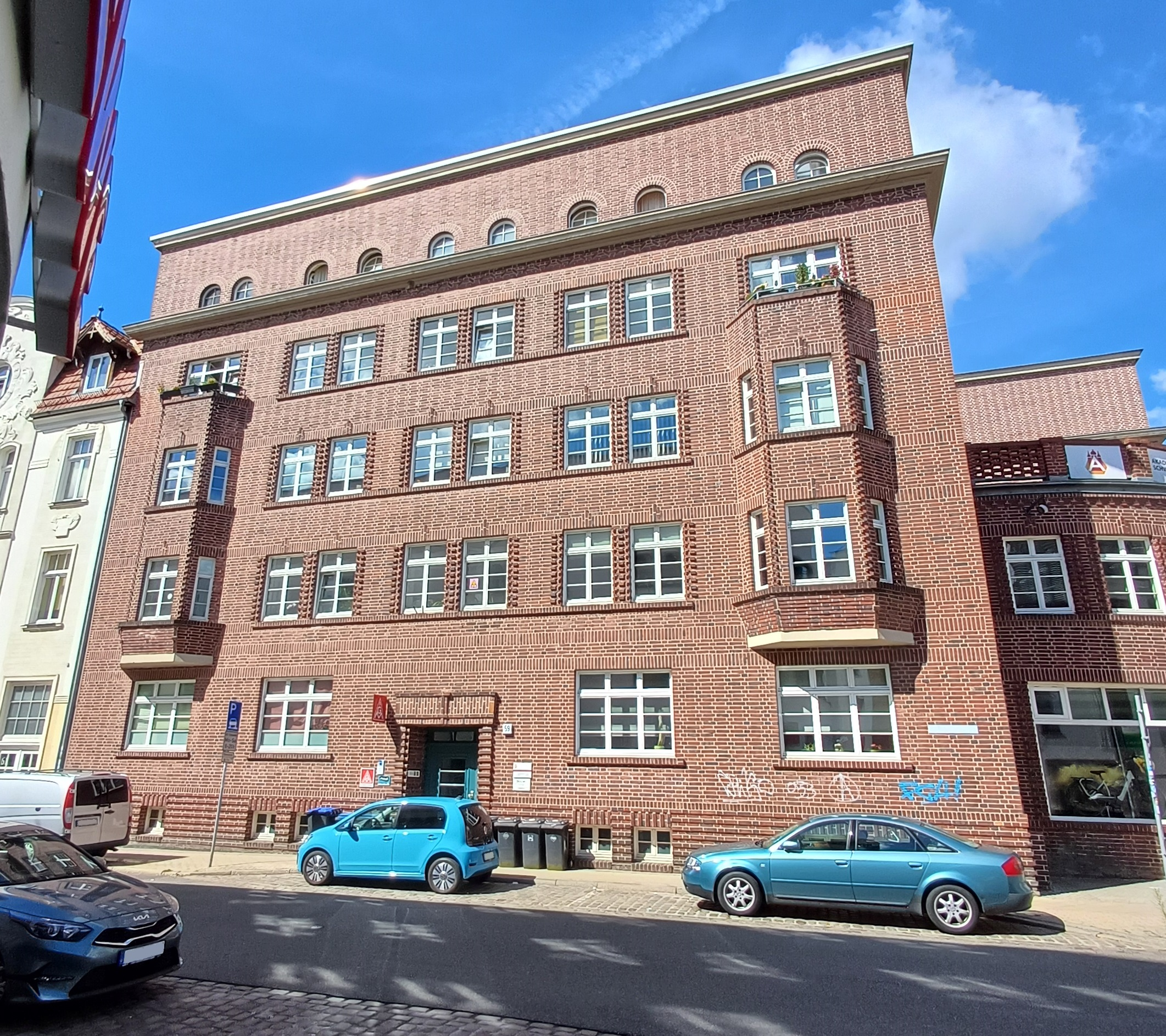
Mecklenburgstraße 59 (2024)

Das Geschäftshaus Mecklenburgstraße Ecke Geschwister-Scholl-Straße in Schwerin, Stadtteile Altstadt, Mecklenburgstraße 59 / Geschwister-Scholl-Straße 3/5 und 7 ist ein Baudenkmal in Schwerin. Heute befindet sich hier u. a. die Akademie Schwerin und die Wohnungsgesellschaft Schwerin (WGS).

## Geschichte
Das fünf- und zweistöckige verklinkerte Eckgebäude Geschwister-Scholl-Straße 3/5 und 7 sowie Mecklenburgstraße 59 von 1929 nach Plänen von Hans Stoffers (Schwerin) bildet als Wohn- und Geschäftshaus eine stilistische Einheit im Stil der Neuen Sachlichkeit. Prägend ist die runde Eckausbildung. Bemerkenswert sind die expressionistischen Außenlaternen aus dieser Zeit.
Zeitweise war in dem Gebäude die Allgemeine Ortskrankenkasse Schwerin (AOK), der sowjetische Geheimdienst und die Staatssicherheit der DDR in Schwerin.
Heute befindet sich hier u. a.
- nach 1994 das Haus für Politik, Wirtschaft und Kultur  der Akademie Schwerin e.V. mit einem Tagungszentrum (Mecklenburgstraße 59)
- die Wohnungsgesellschaft Schwerin (WGS), welche rund 10.000 Wohnungen verwaltet (Geschwister-Scholl-Straße 3–5)

In Schwerin gibt es nur wenige weitere Gebäude dieser Stilrichtung wie u. a. das Puppenhaus bzw. die Commerzbank-Filiale (Schloßstraße 32/34) von Paul Nehls, das ehemalige Handelshaus Thams & Garfs (Helenenstraße 3) von Erich Bentrup, das Gebäude Schloßstraße 39 (Sparkasse Schwerin), das Capitol (Wismarsche Straße 123) von Erich Bentrup und Hellmuth Ehrich und verschiedene Wohnhäuser am Obotritenring und Güstrower Straße 19 sowie der Hamann-Bau der Werderklinik.